# Kósa János (festő)
Kósa János (Budapest, 1962. május 16. –) magyar festőművész, egyetemi oktató.

## Életútja, munkássága
A Képző- és Iparművészeti Szakközépiskolában érettségizett, felsőfokú tanulmányokat 1985 és 1989 közt a Magyar Képzőművészeti Főiskolán folytatott festő szakon, mestere Sváby Lajos. Ugyanitt 1989 és 1992 közt posztgraduális képzésben vett részt a murális műhelyben, ahol Tölg-Molnár Zoltán volt a mestere. 1980 és 1983 közt a Magyar Légiközlekedési Vállalatnál dekoratőrként működött, 1983-84-ben a Műcsarnokban volt segédmunkás, 1990 és 2000 között rajzot tanított a Képző- és Iparművészeti Szakközépiskolában, 1999 óta a Magyar Képzőművészeti Egyetemen tanársegédi, majd adjunktusi beosztásban dolgozik. Tudományos fokozata: DLA. Doktori disszertációjának témája a festészet elmélete és gyakorlata, közelebbről az 1990-es évek Magyarországának festészete (2008).
Művészetének első időszakát a stíluskeresés a jellemezte. Szövegekkel, vonalakkal, figurákkal dolgozik, műveinek képtárgyait gyakran átfesti vagy lefedi, például Cím nélkül (1990). Az 1990-es években gyakran visszanyúl a klasszikus festészet formai és stíluselmeihez és kombinálja azokat a tudományos fantasztikus filmekből ismert megvilágításokkal és színhasználatokkal, s az internet világából ismert virtuális ábrákkal vagy a populáris ábrázolások motívumaival, lásd például Az infravékony réteg közelében (1996), Hackerek (1997) vagy Összeesküvők (1997) című alkotásait. Eszköztárában megtalálhatóak a régi korok jeles műalkotásainak és a modern időszaknak motívumai, amelyeket saját látomásai szerint visz a vászonra olajban, például Zichy Mihálynak az Ember tragédiájához készített rézkarcait festette meg saját fantáziája szerint. Mintegy vizionálja a művészet halálát egy elgépiesedett korszakban, de jóval több ennél, újragondolja a maga számára a festés lehetőségeit, a hagyományos festészet világát ötvözi saját korának vizuális jelrendszerével. Saját személyes mitológiájának festészeti feldolgozásához felhasználja a családi fényképalbum pillanatfelvételeit is. Művészetfelfogása a 2010-es Üveghegyen innen című kiállítás tanulságai szerint leginkább Roskó Gábor, Szenteleki Gábor, Király Gábor, Kis Róka Csaba, Karácsonyi László művészetfelfogásával rokonítható.
1986 óta kiállító művész, igen termékeny alkotó, gyakran megméretteti alkotásait egyéni és csoportos kiállításokon. A Magyar Képzőművészeti Egyetemen tanít, de Érden él és alkot.

## Kiállításai (válogatás)

### Egyéni
- 1990 • Magyar Képzőművészeti Főiskola, Barcsay Terem, Budapest • Bercsényi 28-30 Galéria, Budapest
- 1996 • Hajdú Kinga és Kósa János, Budapest-Ligornetto • Galerie Niu d'Art, Lausanne (Svájc) • Stúdió Galéria, Budapest
- 1997 • Rajzok 1993-97, Liget Galéria, Budapest • Illárium Galéria, Budapest • Tiszai Galéria, Csongrád
- 1998 • Rajzok, festmények, Óbudai Társaskör Galéria, Budapest-Óbuda • Illúziók – illúziók nélkül, Szinnyei Szalon • Árnykirály, fénygyalog, Szinnyei Szalon
- 1999 • Deák Erika Galéria, Budapest • Illárium Galéria, Budapest
- 2001 • Festőnők – Robotok, Deák Erika Galéria, Budapest
- 2003 • Aranykor (Golden Age), acb Kortárs Művészeti Galéria, Budapest
- 2004 • St.art Galéria, Budapest • Festői látásmód II., St.art Galéria
- 2005 • Mai figurák, St.art Galéria, Budapest
- 2007 • Szent István Király Múzeum Kiállítóhelye, Székesfehérvár
- 2008 • Hajdú Kinga és Kósa János kiállítása, Volksbank Zrt. Istenhegyi úti bankfiók Galériája, Budapest
- 2012 • Érdi Városi Galéria, Érd[3]
- 2013 • Felajánlás, Klauzál13 Galéria, Budapest

### Csoportos
- 1986 • Hat festő, Almássy téri Szabadidőközpont, Budapest
- 1989 • A Szent István pályázat nyerteseinek kiállítása, Magyar Képzőművészeti Főiskola, Barcsay Terem, Budapest • Nove metode, Magyar Képzőművészeti Főiskola, Barcsay Terem, Budapest
- 1990 • A művésztelep zárókiállítása, Károlyi-kastély, Tiborszállás • Stúdió '90, Ernst Múzeum, Budapest
- 1991 • Oszcilláció, Hatos bástya, Komárom (Csehszlovákia) • Műcsarnok, Budapest
- 1992 • Párbeszéd/Dialog, Budapest Galéria Lajos u., Budapest • Spektrum, Tűzoltó u. 72., Budapest • Analóg, Budapest Galéria Lajos u., Budapest
- 1993 • Übergänge, M. Moderner Kunst-Stiftung Wörlen, Passau (D) • Minta I., Fészek Galéria, Budapest
- 1994 • Második Kortárs Magyar Epigon Kiállítás, Tűzoltó u.72., Budapest • Prechody/Übergänge, G. Medium, Pozsony • Átmenetek / Übergänge, Budapest Galéria Lajos u., Budapest • Derkovits-ösztöndíjasok beszámoló kiállítása, Ernst Múzeum, Budapest
- 1997 • Galerie Niu d'Art, Lausanne (Svájc) • Koronczi Endre kiállítása, Budapest Galéria Lajos u., Budapest
- 1998 • Illúziók - illúziók nélkül, Szinyei Szalon, Budapest
- 2000 • Stúdió Galéria, Budapest.
- 2004 • Technoreál? - egy vita margójára - kollektív festészeti kiállítás,[4] Kortárs Művészeti Intézet – Dunaújváros / Modern Művészetért Közalapítvány, Dunaújváros
- 2005 • Kettesben és egyedül - Kozák Gábor magángyűjteményének bemutatkozása,[5] Godot Galéria, Budapest
- 2008 • Molnár Ani Galéria bemutatkozó kiállítása,[6] Molnár Ani Galéria, Budapest
- 2010 • Az Üveghegyen innen,[7] acb Kortárs Művészeti Galéria, Budapest
- 2011 • Magyar fürdőélet - Válogatás a Skonda-Völgyi Kortárs Gyűjteményből, KOGART Ház, Kovács Gábor Művészeti Alapítvány, Budapest

## Kötetei (válogatás)
- Átmenetek : Übergänge : Kósa János, Nemes Csaba, Szil István, Douglas Gordon, Jonathan Monk, Alexander Brener, Vadim Fiskhin, Nedko Solakov, Nedko Markiewicz / [Kurátor Hans Knoll]. Wien : Verein Ausstellungorganisation, 1994. 26 p., XVI t. ill. (kiállítási katalógus).
- Munkák, 1990-2005 / Kósa János. [Érd] : [Magánkiadás], [2007]. 266 p. ill., részben színes
- Budapesti szem : A festészet iránti elkötelezettség az 1990-es évek elején és közepén a magyar kortárs képzőművészet : DLA értekezés / Kósa János ; témavezető Szabados Árpád. Budapest : 2008. 67 p. ill.

## Díjak, elismerések (válogatás)
- Derkovits Gyula képzőművészeti ösztöndíj (1993-1996);
- Állami ösztöndíj (1994);
- Ligornetto (Csehszlovákia);
- Barcsay-díj (1994);
- Munkácsy Mihály-díj (2014)